# Penghu-eilanden
De Penghu-eilanden of, historisch, Pescadores vormen een eilandengroep die 50 km ten westen van Taiwan en 150 km ten oosten van het Chinese vasteland ligt. Samen met Taiwan kwam het gebied op 25 oktober 1945 onder gezag van de Republiek China en bleef dat ook na december 1949, toen als gevolg van de Chinese Burgeroorlog de regeringszetel van Nanjing naar Taipei werd verplaatst. Sinds 1949 heeft de archipel de status van district (Penghu xian, 澎湖縣) binnen de provincie Taiwan, zelf onderdeel van de Republiek China. Op de Penghu-eilanden zijn 97 dorpen te vinden. De hoofdstad van het district Penghu is Magong. De naam Pescadores is afkomstig van het Portugese woord voor vissers.

## Ligging

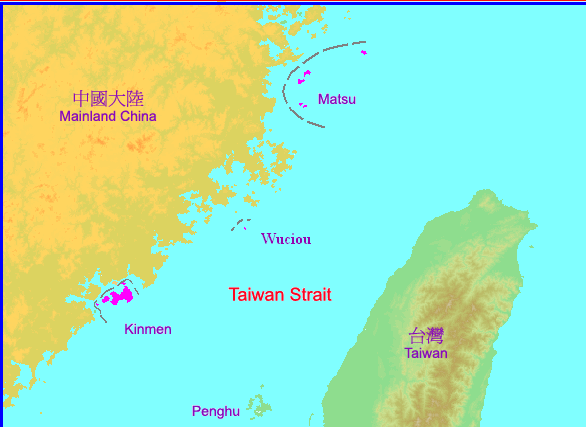
De ligging van de Penghu-eilanden ten opzichte van het Chinese vasteland en Taiwan

De eilandengroep ligt tussen 23°47' en 23°11' NB en tussen 119°18' en 119°42' OL. De afstand van noord naar zuid bedraagt 60 km en van oost naar west 40 km. De archipel bestaat uit 64 eilanden met een totale landoppervlakte van 127 km², bij eb 164 km². De hoofdstad, Magong ligt op Penghu, het grootste eiland (64 km²). De Penghu-eilanden worden van Taiwan gescheiden door de Straat van Penghu en van het vasteland van China door de Straat van Taiwan.

## Fysische geografie
De eilandengroep is van vulkanische oorsprong en is ontstaan gedurende het Pleistoceen. De archipel bestaat voor een groot deel uit donker basalt. In het warme, ondiepe water rondom de eilanden liggen koraalriffen. De kusten zijn steil, maar de eilanden zelf zijn vlak. Het hoogste punt van de archipel ligt 79 meter boven zeeniveau en bevindt zich op het westelijk gelegen eilandje Mao (貓嶼, Mao Yu, 23°19'30" NB en 119°19'13" OL). De drie hoofdeilanden liggen slechts drie tot vijf meter boven zeeniveau.

## Klimaat
De gemiddelde temperatuur bedraagt 23 °C, met een gemiddeld minimum van 16,2 °C in februari en een gemiddeld maximum van 28,3 °C in juli. Het klimaat van de archipel wordt beheerst door de moessons. Er valt gemiddeld 1000 mm neerslag per jaar, waarvan 800 mm in de zomer. De gemiddelde jaarlijkse verdamping bedraagt echter 1800 mm, waardoor de eilanden voortdurend een tekort aan water hebben. Tussen april en september waait de zuidwestmoesson. Deze wind is over het algemeen zwak, de gemiddelde snelheid bedraagt drie meter per seconde. In de zomer kan deze wind gepaard gaan met tyfoons, die gedurende die periode ontstaan in de Zuid-Chinese Zee. Tussen oktober en maart waait een krachtige noordoostmoesson. Door de steile, hoge bergruggen op zowel Taiwan als het Chinese vasteland werkt de Straat van Taiwan als een windtunnel, waardoor de Penghu-eilanden in de wintermaanden bijna onafgebroken stormachtig weer hebben. De windsnelheden bedragen dan meer dan 10 meter per seconde. Vaak wordt door deze wind zeewater over de eilanden gesproeid in de vorm van 'zoute regen'.

## Bevolking
Ontwikkeling van het aantal inwoners volgens de volkstellingen van 1990, 2000 en 2010:
| Datum      | Inwoners | Mannen | Vrouwen |
| ---------- | -------- | ------ | ------- |
| 16-12-1990 | 105.848  |        |         |
| 16-12-2000 | 83.214   | 48.985 | 34.229  |
| 26-12-2010 | 84.595   | 46.141 | 38.454  |

Er wordt bij het inwoneraantal onderscheid gemaakt tussen de resultaten van de volkstellingen en die van de officiële schattingen door het ministerie van binnenlandse zaken. Bij de volkstellingen (die elke tien jaar worden gehouden) wordt het feitelijk aantal bewoners van dat moment geteld. Bij de jaarlijkse schattingen worden de inwoners geteld die op 31 december formeel als bewoner van de eilanden staan geregistreerd, ongeacht waar ze op dat moment daadwerkelijk verblijven.
Oppervlakte en ontwikkeling van het inwoneraantal van de gemeenten vanaf 1981:
| Jaar  | Totaal  | Magong    | Huxi      | Baisha    | Xiyu      | Wangan    | Qimei    |
| ----- | ------- | --------- | --------- | --------- | --------- | --------- | -------- |
|       |         | 33,99 km² | 33,30 km² | 20,09 km² | 18,81 km² | 13,78 km² | 6,99 km² |
| 12/81 | 105.674 | 55.567    | 15.680    | 11.346    | 11.413    | 6.686     | 4.982    |
| 12/86 | 100.927 | 55.091    | 14.492    | 10.452    | 10.763    | 5.642     | 4.487    |
| 12/91 | 95.446  | 53.531    | 14.551    | 9.768     | 9.634     | 4.217     | 3.715    |
| 12/96 | 90.087  | 52.218    | 12.980    | 8.977     | 8.742     | 4.000     | 3.170    |
| 12/00 | 89.496  | 52.722    | 12.673    | 9.003     | 8.264     | 3.840     | 2.994    |
| 12/04 | 91.808  | 53.997    | 12.933    | 9.253     | 8.308     | 4.190     | 3.127    |
| 12/05 | 92.489  | 54.049    | 12.976    | 9.354     | 8.309     | 4.587     | 3.214    |
| 12/06 | 91.785  | 53.942    | 12.933    | 9.219     | 8.163     | 4.393     | 3.135    |
| 12/07 | 92.390  | 54.566    | 12.860    | 9.176     | 8.171     | 4.426     | 3.191    |
| 12/08 | 93.308  | 55.126    | 13.017    | 9.202     | 8.177     | 4.502     | 3.284    |
| 12/09 | 96.210  | 56.435    | 13.520    | 9.458     | 8.483     | 4.743     | 3.571    |
| 12/10 | 96.918  | 57.061    | 13.660    | 9.471     | 8.437     | 4.747     | 3.542    |
| 12/11 | 97.157  | 57.468    | 13.699    | 9.412     | 8.354     | 4.661     | 3.563    |
| 12/12 | 98.843  | 58.490    | 13.915    | 9.491     | 8.354     | 4.995     | 3.598    |
| 12/13 | 100.400 | 59.502    | 14.221    | 9.591     | 8.403     | 5.021     | 3.662    |

## Economie

### Visserij
Zoals al blijkt uit de naam Pescadores is van oudsher de visserij het belangrijkste bestaansmiddel. De archipel ligt in een zeer visrijk gebied. Door de Kuroshio, een warme zeestroom die in de zomer nog door de zuidwestmoesson wordt versterkt, kan vis worden gevangen die afkomstig is van de tropische delen van de Stille en Indische Oceaan. Een visrijke koude zeestroom langs de Chinese kust wordt in de winter versterkt door de noordoostmoesson en brengt vis uit dat kustgebied tot aan de westkant van de archipel.

### Landbouw
Slechts de helft van de landoppervlakte kan worden gebruikt voor landbouw. De opbrengst is gering, omdat de bodem van slechte kwaliteit is en de toplaag dun. Buiten de regenperiode is er gebrek aan water, irrigatie is niet mogelijk, omdat er geen rivieren zijn. De belangrijkste landbouwproducten zijn gierst, bataten (zoete aardappels), maïs en aardnoten.

### Transport

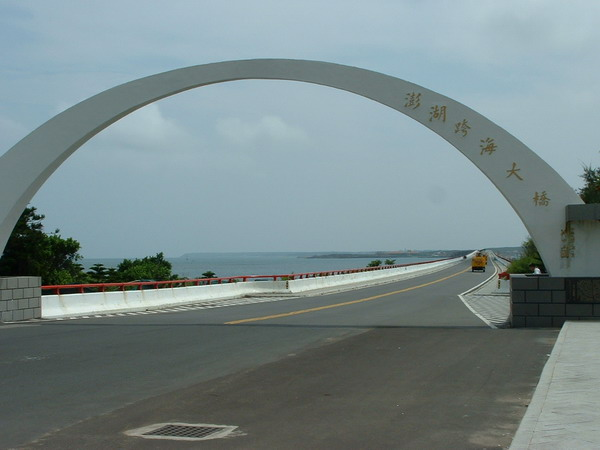
De Penghu Trans-Oceanische Brug

De drie belangrijkste eilanden, Penghu, Baisha en Xiyu, zijn met elkaar verbonden door een snelweg en drie bruggen. De brug tussen Penghu en Xiyu, de 'Penghu Trans-Oceanische Brug' (Penghu Kuahai Daqiao, 澎湖跨海大橋) is met 2478 meter de langste brug van Taiwan.
Sinds 1 april 2007 zijn directe contacten toegestaan tussen Penghu en het Chinese vasteland. Het gaat hierbij om regelingen in het kader van de drie mini-links, namelijk een directe postdienst, direct vervoer van personen en direct vervoer van goederen. Men is verplicht te reizen via Kinmen of Matsu. Tussen die eilanden en het vasteland mogen personen uitsluitend per passagier- of vrachtschip worden vervoerd. Voor het tweede gedeelte van de reis, dus tussen Kinmen of Matsu en Penghu, mag ook gebruik worden gemaakt van het vliegtuig. De regeling geldt alleen voor bewoners die staan geregistreerd op Penghu, niet voor die van het eiland Taiwan. Chinese toeristen afkomstig van het vasteland krijgen op individuele basis toestemming Penghu te bezoeken, zij mogen op basis van die toestemming echter niet doorreizen naar Taiwan.

## Geschiedenis

### Prehistorie
Penghu was reeds tijdens de jonge steentijd bewoond. De Taiwanese archeoloog Tsang Cheng-hwa (臧振華, Zang Zhenghua) heeft op Penghu meer dan veertig archeologische vindplaatsen ontdekt, allemaal uit het derde millennium v.Chr. Er werd toen rijst verbouwd. Zo zijn in Suogang (鎖港), het havenkwartier van de hoofdstad Magong, potscherven gevonden met afdrukken van rijstkorrels. Zij zijn van rond 2500 v.Chr, de late periode van de Dapenkengcultuur. De daaropvolgende artefacten uit Penghu zijn afkomstig uit de Song-tijd (960-1279), voor de tussenliggende periode is geen enkele archeologische vondst bekend. De neolithische verbouw van rijst heeft volgens een hypothese van de Australische archeoloog Peter Bellwood geleid tot een uitputting van de fragiele bodem en tot het wegtrekken van de bevolking. Een soortgelijke gebeurtenis op Taiwan kan volgens hem hebben geleid tot het begin van de Austronesische expansie naar Luzon, het noordelijke eiland van de Filipijnen, die dan rond 2000 v.Chr. moet zijn begonnen.

### Oudste berichten
De eerste geschreven berichten over Penghu dateren uit de 9e eeuw. Rond 806 trok Shi Jianwu, dichter en houder van de hoogste graad die kon worden behaald in de ambtenarenexamens, met zijn familie naar Penghu. Hij onderhield van daar uit contacten met vrienden en verwanten in Zhejiang en van minstens één gedicht is bekend dat het op Penghu is geschreven.
Volgens de Songshi (officiële geschiedenis van de Song-dynastie) was Penghu een groep eilanden die viel onder het gezag van het Jinjiang (晋江) district (縣, xian) van de Quanzhou (泉州) prefectuur (府, fu) in de provincie Fujian. Uit een bericht geschreven door Wang Dayu (汪大欲), die in 1171 was benoemd tot prefect van Quanzhou, bleek dat Penghu en de kust van het Chinese vasteland regelmatig werden overvallen door Pisheye (毗舍耶), de Chinese benaming voor de bewoners van Taiwan. Er volgde een toenemende immigratie van met name Hakka naar Penghu. Rond 1200 werd hun aantal geschat op 1000. Hierdoor werd de archipel een steeds aantrekkelijker doel voor rooftochten. Om die te stoppen werd een kleine legermacht op de archipel gevestigd. Er kwam echter geen einde aan de overvallen. In 1297 stuurde Gao Xing, gouverneur van Fujian, zijn legercommandant, Zhang Hao, naar Taiwan. De expeditie zelf bleef zonder resultaat. Wel gaf zijn rapport een uitgebreide beschrijving van de archipel. Zo bleek dat Penghu werd bewoond door ongeveer 1300 Hakka en dat er met tientallen zeewaardige jonken handel werd gedreven tussen Penghu en Taiwan.

### Vestiging van Chinees bestuur
In 1349 bezocht de Chinese reiziger Wang Dayuan (汪大渊) zowel Penghu als het eiland Taiwan zelf. In zijn 'Samenvattende optekening over eilandbarbaren' (Daoyi zhilue, 岛夷志略) omschreef hij Penghu als een archipel van 36 eilanden die vanuit Quanzhou bij gunstige wind binnen twee etmalen per schip kon worden bereikt. De bewoners waren afkomstig uit de Quanzhou prefectuur, waren handelaren of ambachtslieden en bewoonden hutten met rieten daken. Er waren 200 huishoudens. Wang vermeldde verder dat de (Mongoolse) Yuan-dynastie rond 1350 een 'subdistrictmagistraat' (xunjiansi, 巡檢司) voor Penghu had aangesteld. Dit was de eerste vermelding van een benoemde Chinese gezagsdrager op Penghu. Bestuurlijk gezien behoorde de archipel toen tot het Tong'an district van de Quanzhou prefectuur.
Gedurende de tweede helft van de 14e eeuw werd de Straat van Taiwan steeds meer het terrein van zeerovers. Zij werden in de Chinese bronnen 'dwerg bandieten' (wokou, 倭寇) genoemd. Dit is een degenererende verwijzing naar Japan (Wo, 倭), ondanks het feit dat de meeste van deze zeerovers niet van Japanse, maar van Chinese afkomst waren. Toen bleek dat de legermacht op Penghu niet effectief kon optreden, werden in 1387 zowel het garnizoen als de magistraat teruggetrokken. Ook de bewoners van Penghu kregen het bevel de archipel te verlaten en terug te keren naar het vasteland. Penghu werd voor de komende 200 jaar volledig overgelaten aan de zeerovers. Pas in 1562 of 1564 trad de keizerlijke regering weer actief op. Lin Daoqian (林道乾), de op dat moment machtigste piraat op Penghu, werd verjaagd door de Ming admiraal Yu Dayou (俞大猷, 1503–1579). Na de eenwording van Japan onder Oda Nobunaga en de bezetting van Okinawa nam de Japanse dreiging toe. In 1597 werd daarom een militaire eenheid op Penghu gestationeerd, die in 1603 Japanse schepen uit de wateren rond de archipel wist te verjagen.

### Bezetting door de VOC, 1622-1624

Symbool van de Vereenigde Oostindische Compagnie VOC.

In 1604 deed de Vereenigde Oost-Indische Compagnie een poging om tot directe handelsbetrekkingen met China te komen. Vlootvoogd Wybrand van Warwijck werd naar Macau gestuurd, maar kwam als gevolg van een tyfoon op 7 augustus 1604 op Penghu terecht. Omdat de Chinese autoriteiten hem geen toestemming gaven naar het Chinese vasteland te varen, verliet hij Penghu uiteindelijk weer op 13 december. In oktober 1609 werd een nieuwe poging ondernomen door de schepen Rode Leeuw met Pijlen en Griffioen, die vanuit Japan op de terugweg waren naar Batavia. Zij ankerden bij het eiland Nan'ao vlak voor de kust van China bij Shantou. Ze stuurden een gezant met een brief naar het vasteland maar de Chinezen wilden geen handel drijven. Op 10 juli 1622 landde de vloot van Cornelis Reijersen op Penghu, met het doel het eiland te bezetten. Hij begon met de bouw van een fort op de plaats waar nu Magong ligt. De versterking werd gebouwd door Chinezen die op Penghu woonden of door Nederlanders vanaf het vasteland gevangen waren genomen. In het fort konden 20 kanonnen worden opgesteld. Ondertussen werden acht schepen naar het vasteland gestuurd om handelsgoederen te verwerven, ofwel door onderhandelingen, ofwel door het gebruik van geweld.
Na vijf gewapende schermutselingen, waaronder een aanval op het eiland Gulangyu (鼓浪嶼), werd overeenstemming bereikt met Shang Zhouzuo, de gouverneur van Fujian. De Nederlanders dienden het fort op de Pescadores te ontruimen, maar mochten daarvoor in ruil een handelspost stichten op Taiwan, dat wil zeggen buiten China. Daarna zouden zij van de Chinezen zoveel zijde kunnen krijgen als zij wensten. Terwijl Reijersen op antwoord uit Batavia wachtte, besloot Nan Juyi (南居益), de nieuwe gouverneur van Fujian, het fort op Penghu alsnog aan te vallen en de Nederlanders met geweld van het Chinese grondgebied te verdrijven. Met behulp van 150 jonken werd een leger van 10.000 man overgebracht naar Penghu. De Nederlanders zagen snel in dat zij in de minderheid waren, hun fort werd verdedigd door 850 man. Op 3 augustus 1624 accepteerde de nieuwe Nederlandse bevelhebber Martinus Sonck de Chinese voorwaarden. De Nederlanders verlieten Penghu, maar mochten zich vestigen op Taiwan, dat in tegenstelling tot de Pescadores niet werd beschouwd als Chinees grondgebied. Met Chinese hulp werd het fort afgebroken. Het meeste materiaal werd naar Taiwan verscheept om te worden gebruikt voor de bouw van Fort Zeelandia. Dat fort was genoemd naar het schip waarmee Sonck in 1624 naar Penghu was gekomen.

### Penghu als deel van Taiwan, 1662-heden

#### Tot 1683, deel van het Koninkrijk Taiwan

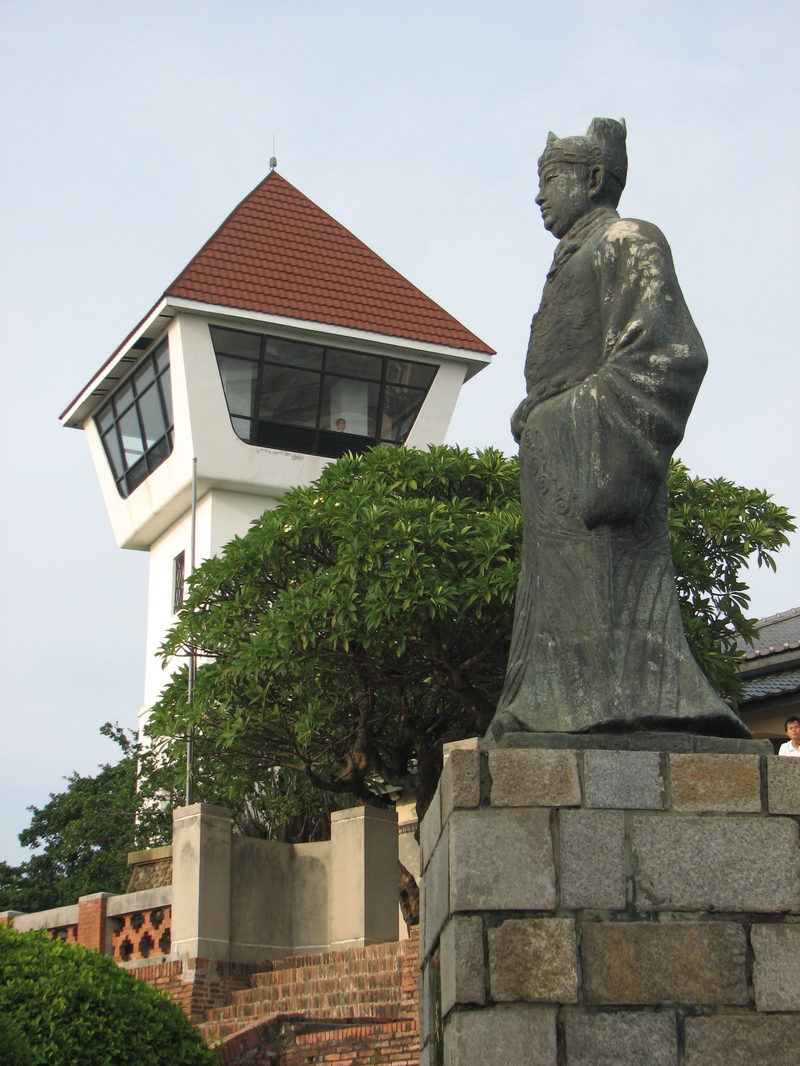
Standbeeld van Koxinga, Anping (Taiwan).

Gedurende de Nederlandse bezetting van Taiwan (1624-1662) bleef Penghu formeel onder bestuur van de Ming dynastie staan. In feite werd de Chinese zuidkust toen echter beheerst door de piratenleider Zheng Zhilong (鄭芝龍, 1604-1661) die in 1628 als commandant van de vloot in dienst trad van de Ming-keizer. In de zomer van 1629 vernietigde hij een groep piraten die zich onder leiding van Li Guaiji op Penghu had gevestigd. Om de gevechten in Fujian te ontlopen trokken veel immigranten naar Penghu. Zij waren vooral afkomstig van Zhangzhou en Quanzhou. Toen in 1644 de Ming keizer zelfmoord had gepleegd en de Mantsjoes hun Qing-dynastie hadden uitgeroepen, benoemde Zheng Zhilong in Fuzhou een nieuwe Ming keizer. Die werd in 1646 verslagen, Zheng Zhilong werd door de Mantjoes gevangengenomen. Zijn zoon, Zheng Chenggong (鄭成功, 1624-1662) in het westen beter bekend als Koxinga, zette namens de Ming dynastie de strijd tegen de Mantjoes voort.
Hoewel oppermachtig op zee (zijn vloot telde meer dan 3000 jonken), werd zijn aanval op Nanking in 1659 afgeslagen. Koxinga besloot van Taiwan zijn uitvalsbasis te maken. Om de Nederlanders te verdrijven stuurde hij op 22 april 1661 een invasiemacht van 25.000 soldaten op 400 jonken naar Penghu. Vanwege het slechte weer moest men daar acht dagen wachten alvorens Taiwan zelf kon worden aangevallen. Na een belegering van negen maanden gaven de Nederlanders zich op 1 februari 1662 over. Koxinga vestigde zijn eigen koninkrijk op Taiwan. Penghu kwam onder een 'pacificatie commandant' (anfusi, 安撫司) met de rang van subdistrictmagistraat. Hij stond onder gezag van de Chengtian (承天) prefectuur, die was gevestigd in de Oostelijke Hoofdstad van de Ming Dynastie (東都明京, Dongdu Mingjing), het voormalige Fort Provintia. De Pescadores werden hiermee voor het eerst een bestuurlijk onderdeel van Taiwan.

#### 1683-1895 (Chinees bestuur)

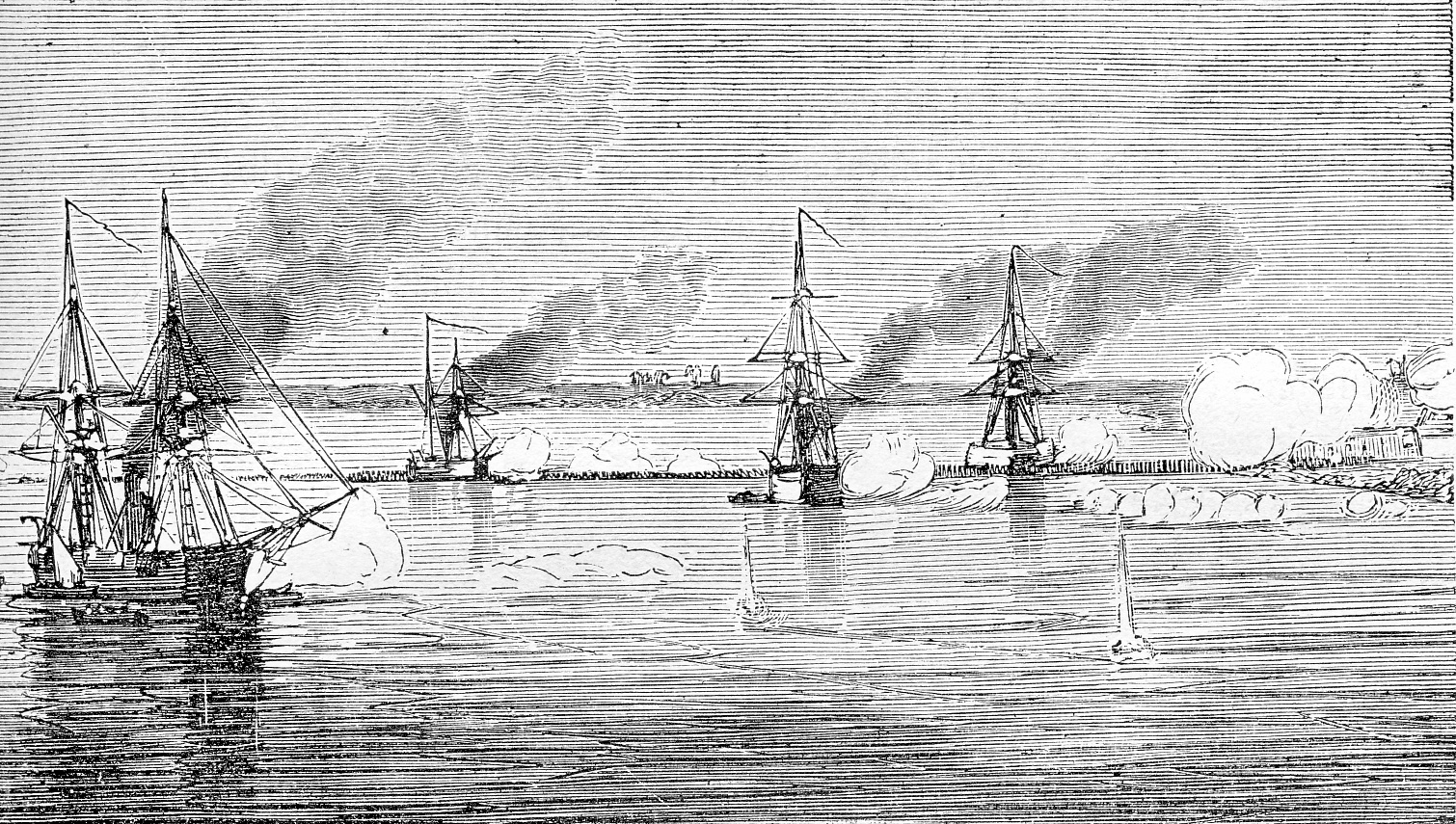
Bombardement van Chinese forten rond Magong op 29 maart 1885, tijdens de Chinees-Franse Oorlog

In de zomer van 1683 werd Penghu na een bloedige veldtocht bezet door een Qing-legermacht onder leiding van admiraal Shi Lang (施琅, 1621-1696). De regent voor Zheng Keshuang (鄭克塽, 1669–1707, kleinzoon van Koxinga), de minderjarige heerser van Taiwan, capituleerde zonder verdere strijd. Taiwan werd formeel door de Qing geannexeerd en werd een prefectuur (府, fu) van de provincie Fujian. Penghu, dat op dat moment ongeveer 6.000 inwoners telde, werd een subdistrict van de Taiwan prefectuur.
Tijdens de Chinees-Franse Oorlog van 1884-1885 werd Penghu op 31 maart 1885 bezet door een Franse vloot onder commando van Amédé Courbet (1828–1885). Hij wilde van de archipel een permanent steunpunt maken voor de Franse vloot. In het op 9 juni 1885 gesloten vredesverdrag werd echter bepaald dat alle Franse troepen moesten worden teruggetrokken. Nog voordat hij de evacuatie van zijn eenheden kon voltooien, overleed Courbet op 11 juni 1885 op Penghu.
Op 12 november 1885 verkreeg Taiwan de status van Chinese provincie. Penghu bleef een subdistrict, maar viel bestuurlijk voortaan onder de Tainan prefectuur. In 1887 werd een 90 km lange onderzeese telegraafverbinding tussen Anping, het voormalige Fort Zeelandia en Magong op Penghu aangelegd.

#### 1895-1945 (Japans bestuur)

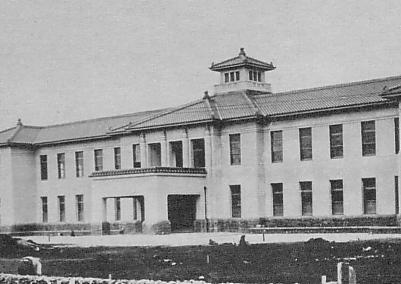
Kantoor van het hoofd van het Japanse district Hoko (Penghu)

Op 1 augustus 1894 brak de Eerste Chinees-Japanse Oorlog uit. In plaats van de door de Chinese legerleiding verwachte aanval op Taiwan verscheen op 22 maart 1895 een Japanse vloot van zeven oorlogsschepen en vijf transportschepen in de haven van Magong. Vijfhonderd mariniers onder leiding van kolonel Hishijima Yoshiteru veroverden op 24 maart het fort van Magong. Op 26 maart was geheel Penghu bezet. Een aanval op Taiwan zelf bleef uit, omdat op 17 april 1895 het vredesverdrag van Shimonoseki werd ondertekend. China erkende daarbij de onafhankelijkheid van Korea en moest samen met het schiereiland Liaodong ook Taiwan en Penghu afstaan aan Japan. Mogelijk diende de Japanse bezetting van Penghu als uitvalsbasis voor de verovering van Taiwan, overeenkomstig het (toen nog niet gesloten) vredesverdrag. Nadat het verzet op Taiwan door de Japanners was neergeslagen en de bezetting was voltooid, werd Taiwan in januari 1896 onderverdeeld in drie prefecturen en één district, Penghu. De officiële transcriptie van de Penghu-eilanden werd Hōko, de Japanse uitspraak van 澎湖 of Hōko-Tō (Hoko-archipel), de Japanse uitspraak van 澎湖島.

## Politieke structuur sinds 1945

### District Penghu

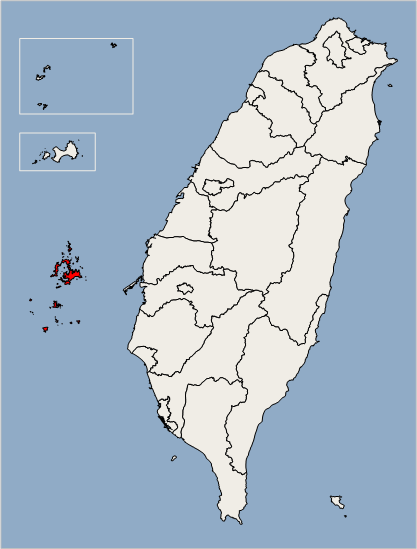
Penghu district

De Penghu-eilanden kwamen op 25 oktober 1945 als onderdeel van Taiwan formeel onder gezag van de Republiek China. Nadat in december 1949 als gevolg van de Chinese Burgeroorlog de centrale bestuurslichamen van de Republiek naar Taiwan waren verplaatst, werd ook het lokale bestuur van de provincie Taiwan gereorganiseerd. De Penghu-eilanden kregen de status van district, Penghu xian (澎湖縣) binnen de provincie Taiwan. Het bestuur van het district kwam onder leiding van een (districts)magistraat, bijgestaan door een districtsraad. Sinds 1951 worden zowel de magistraat van het district als districtsraad direct gekozen. Een magistraat kan maximaal voor twee termijnen worden gekozen. Een uitzondering gold voor Li Yulin, de eerste gekozen magistraat, die drie termijnen voltooide. Op 25 december 2018 werd ook Lai Fengwei (賴峰偉) voor een derde termijn beëdigd, nadat hij tussen 1997 en 2005 reeds twee termijnen had vervuld.
Magistraten van het district Penghu sinds 1951:
|        | Datum verkiezingen                | Naam van de magistraat                                 | Partij     | Gekozen met | Beëdigd op                                    |
| ------ | --------------------------------- | ------------------------------------------------------ | ---------- | ----------- | --------------------------------------------- |
| 1      | 20-10-1950 - 7-1-1951             | Li Yulin (李玉林)                                      | Kwomintang | 77,9%       | 1-6-1951                                      |
| 2      | 2-5-1954                          | Li Yulin (2e termijn)                                  | Kwomintang | 72,27%      | 2-6-1954                                      |
| 3      | 21-4-1957                         | Li Yulin (3e termijn)                                  | Kwomintang | 100%        | 2-6-1957                                      |
| 4      | 24-4-1960                         | Xu Yongli (徐詠黎)                                     | Kwomintang | 100%        | 2-6-1960                                      |
| 5      | 24-4-1964                         | Jiang Zuwu (蔣祖武)                                    | Kwomintang | 100%        | 2-6-1964                                      |
| 6      | 21-4-1968                         | Jiang Zuwu (2e termijn)                                | Kwomintang | 100%        | 2-6-1968                                      |
| 7      | 23-12-1972                        | Lu Ande (呂安德)                                       | Kwomintang | 100%        | 1-2-1973                                      |
| 8      | 19-11-1977                        | Xie Youwen (謝有温)                                    | Kwomintang | 100%        | 20-12-1977                                    |
| 9      | 14-11-1981                        | Xie Youwen (2e termijn)                                | Kwomintang | 100%        | 20-12-1981                                    |
| 10     | 16-11-1985                        | Ou Yianzhuang (歐堅壯)                                 | Kwomintang | 56,43%      | 20-12-1985                                    |
| 11     | 2-12-1989                         | Wang Chien-tung (王乾同) (Wang Qiantong)               | Kwomintang | 100%        | 20-12-1989 overleden 19-10-1992               |
| (a.i.) | benoemd                           | (Chen Piji) (陳丕勣)                                   | n.a.       | benoemd     | 5-11-1992                                     |
| 11     | ..-3-1993 tussentijdse verkiezing | Kao Chih-peng (高植澎) (Gao Zhipeng)                   | DPP        | ...         | 8-3-1993                                      |
| 12     | 27-11-1993                        | Kao Chih-peng (2e termijn) (Gao Zhipeng)               | DPP        | 57,56%      | 20-12-1993 afgezet wegens corruptie 26-9-1995 |
| (a.i.) | benoemd                           | John Lieh Cheng (Zheng Lie) (鄭烈)                     | Kwomintang | benoemd     | 1-10-1995                                     |
| 13     | 29-11-1997                        | Lai Feng-wei (賴峰偉)                                  | Kwomintang | 57,53%      | 20-12-1997                                    |
| 14     | 1-12-2001                         | Lai Feng-wei (2e termijn)                              | Kwomintang | 55,32%      | 20-12-2001                                    |
| 15     | 3-12-2005                         | Wang Chien-fa (王乾發) (Wang Gan-fa) (Wang Qianfa)     | Kwomintang | 50,69%      | 20-12-2005 (broer Wang Qiantong)              |
| 16     | 5-12-2009                         | Wang Chien-fa (2e termijn) (Wang Gan-fa) (Wang Qianfa) | Kwomintang | 49,37%      | 20-12-2009                                    |
| 17     | 29-11-2014                        | Chen Guangfu (陳光復)                                  | DPP        | 55,34%      | 25-12-2014                                    |
| 18     | 24-11-2018                        | Lai Fengwei (3e termijn)                               | Kwomintang | 59,05%      | 25-12-2018                                    |
| 19     | 26-11-2022                        | Chen Guangfu (2e termijn)                              | DPP        | 36,64%      | 25-12-2022                                    |

### Plaatselijk bestuur

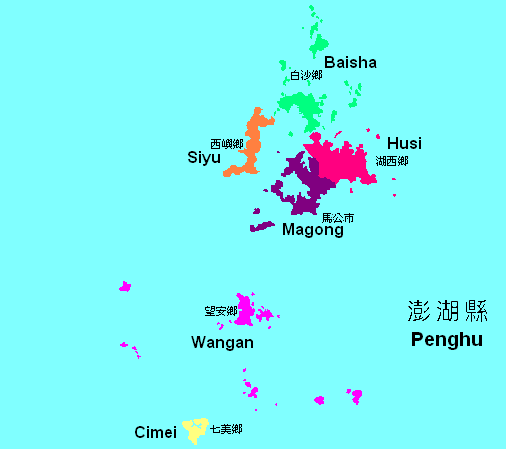
Onderverdeling Penghu in zes gemeenten

Het district Penghu is als volgt onderverdeeld:
- Eén stadsgemeente (市, shi):
  - Magong (馬公), die weer bestaat uit 34 buurten (里, li).
- Vijf plattelandsgemeenten (鄉, xiang), die samen 63 buurtschappen (村, cun) tellen:
  - Huxi (湖西, 22 buurtschappen),
  - Baisha (白沙, 15 buurtschappen),
  - Xiyu (西嶼, 11 buurtschappen),
  - Wang'an (望安, 9 buurtschappen),
  - Qimei (七美, 6 buurtschappen).

Aan het hoofd van elke gemeente staat sinds 1951 een direct gekozen magistraat, bijgestaan door een gemeenteraad.
| Naam (Hanyu pinyin)  | Hanzi  | Wade-Giles | Taiwanees (Pe̍h-ōe-jī) | Hakka (Pha̍k-fa-sṳ) | Letterlijke betekenis |
| -------------------- | ------ | ---------- | --------------------- | ------------------ | --------------------- |
| stadsgemeente        |        |            |                       |                    |                       |
| Magong shi           | 馬公市 | Ma-kung    | Má-keng               | Mâ-kûng            | Matsupaleis           |
| plattelandsgemeenten |        |            |                       |                    |                       |
| Huxi xiang           | 湖西鄉 | Hu-hsi     | Ô͘-sai                 | Fù-sî              | westelijke meer       |
| Baisha xiang         | 白沙鄉 | Pai-sha    | Pe̍h-soa               | Pha̍k-sâ            | witte zand            |
| Xiyu xiang           | 西嶼鄉 | Hsi-yü     | Sai-sū                | Sî-yí              | westelijke eilanden   |
| Qimei xiang          | 七美鄉 | Ch'i-mei   | Chhit-bí              | Tshit-mî           | zeven schoonheden     |
| Wang'an xiang        | 望安鄉 | Wang-an    | Bāng-oaⁿ              | Mong-ôn            | hoop op rust          |